# Daniel J. Evans
Daniel Jackson Evans (Seattle, 16 de outubro de 1925 – Seattle, 20 de setembro de 2024) foi um político norte-americano de Washington, foi por um mandato governador do estado de Washington entre 1965 a 1977, e representou o estado no Senado dos Estados Unidos entre 1983 até 1989.

## Biografia
Nascido em Seattle (onde mora desde 2007),  serviu na Marinha dos Estados Unidos entre 1943 a 1946, estudou na Universidade de Washington e na Universidade da Califórnia em Berkeley. 
Serviu na câmara dos deputados de Washington entre 1956 a 1965, foi eleito governador em 1964 foi reeleito em 1968 e em 1972, deixou o cargo em 1977.
Após deixar o governo, foi eleito senador em 1983 em uma eleição especial, derrotou o democrata Mike Lowry com 55,41% dos votos.
Foi candidato a vice-presidente em 1976 sendo derrotado por Bob Dole.

## Morte
Evans morreu no dia 20 de setembro de 2024, aos 98 anos.